# Marie Desbrosses
Marie-Françoise Desbrosses, née le 8 mars 1764 à Paris, où elle est morte le 3 mars 1856,, est une cantatrice, mezzo-soprano française.

## Biographie
Marie-Françoise Desbrosses est la fille de l'acteur et compositeur Robert Desbrosses, et de Marie-Françoise Petitjean; et la sœur ainée d'Eulalie Desbrosses.
À l'âge de six ans on lui fait chanter des couplets devant Louis XV, accompagnée par le frère de madame Dugazon, Joseph Lefebvre, violoniste. 
En 1776, Marie Desbrosses commence sa carrière dramatique à la Comédie-Italienne, rue Mauconseil, dans le rôle de Justine dans Le Sorcier et de Colinette dans l’opérette Clochette.  
Elle tient successivement l'emploi des petites filles, puis celui des travesties, des grandes amoureuses, appelées à cette époque Dugazon-Corsets, les mères Dugazon et enfin les duègnes,. 
En 1791, elle est la marraine du fils de Joseph Fiévée et de sa collègue de la Comédie italienne,  Adélaïde Françoise Guignard, dite Mademoiselle Lescot. 
Marie Desbrosses demande sa retraite en 1796, joue quelque temps en province, revient à Paris en 1798, et entre au théâtre Feydeau. A la réunion des deux théâtres en 1801, elle reprend son rang d’ancienneté dans la nouvelle société des acteurs de l’Opéra-Comique. 
Marie Desbrosses se consacre spécialement aux caricatures et aux duègnes après la retraite de Madame Gonthier, en 1812.
Elle obtient du succès dans La Fête du Village voisin, La Journée aux aventures (en), Lully et Quinault, La jeune Femme colère, La Dame blanche, etc., etc., et surtout dans Jadis et Aujourd'hui, Fanfan et Colas, Le Traité nul, La Caverne (en) et Ma Tante Aurore,.
Madame Desbrosses donne sa représentation de retraite en 1823 ; mais sur les instances de l'autorité, et encouragée par les sollicitations de ses camarades, elle se détermine à prolonger sa carrière dramatique sept années encore, jusqu'en 1829, où elle abandonne définitivement le théâtre.

## Vie privée
Marie Desbrosses entretenait une relation avec un banquier, Alexandre-Henri Tassin de Moulaine, avec qui elle eut une fille, hors mariage, Adéle-Charlotte-Henriette Tassin de Moulaine, née en 1790.

## Création
- 1779 : Les Mariages samnites, opéra comique d'André Grétry, livret en français de Barnabé Farmian Durosoy, création à la Comédie-Italienne (hôtel de Bourgogne) à Paris, le12 juin, rôle d'une jeune fille.
- 1786 : Le mariage d'Antonio de Lucile Grétry, livret de De Beaunoir, création à la Comédie italienne, 29 juillet.
- 1816 : La journée aux aventures, opéra-comique en 3 actes d'Etienne Mehul[note 7], sur un livret de Pierre Capelle et Louis Mézières-Miot, création à l'Opéra-Comique (salle Feydeau), 16 novembre, rôle de Germaine[7].
- 1822, Fanfan et Colas ou les frères de laits[note 8] de Jadin[8].
- 1825 : La Dame Blanche, opéra-comique en 3 actes, livret d'Eugène Scribe d’après les romans Guy Maenering et The Monastery de Walter Scott, musique de François-Adrien Boieldieu, création à l'Opéra-Comique (salle Feydeau) le 10 décembre, rôle de Marguerite.
- 1827, Le Colporteur d'Onslow, rôle de Valentine[9].